# Zygrita diva
Zygrita diva là một loài bọ cánh cứng trong họ Cerambycidae.